# Kanton Bailleul-Sud-Ouest
Kanton Bailleul-Sud-Ouest (francouzsky Canton de Bailleul-Sud-Ouest) je francouzský kanton v departementu Nord v regionu Nord-Pas-de-Calais. Tvoří ho šest obcí.

## Obce kantonu
- Bailleul (jihozápadní část)
- Berthen
- Flêtre
- Merris
- Méteren
- Vieux-Berquin